# 诺沃伊
诺沃伊，是匈牙利赫维什州所辖的一个村。总面积18.52平方公里，总人口1435，人口密度77.5人/平方公里（2011年1月1日）。